# Q' Lokura
Q' Lokura es un grupo de cuarteto de la ciudad de Córdoba, Argentina. Está formado por Nicolás Sattler y Facundo «Chino» Herrera.

## Historia
Q' Lokura se formó en el año 2018, luego de la separación de  Nicolás Sattler y Facundo Herrera de la banda Chipote. Tuvieron un éxito inmediato en toda la provincia de Córdoba y el interior del país, agotando shows en diversas ciudades.
Su primera presentación fue en la Plaza de la Música ante siete mil personas. Llegaron a hacer veinte bailes mensuales, con tres presentaciones en el interior provincial y dos en la ciudad capital por semana. Obtuvieron dos nominaciones a los Premios Carlos Gardel por sus dos primeros álbumes de estudio.
En 2022, comenzaron a tener éxito también en Buenos Aires, donde llenaron cuatro veces el Luna Park ese año y dos veces el Movistar Arena al año siguiente. Durante el 2024, llevaron su música también a seis ciudades de España y cerraron el año con un baile en el estadio Mario Alberto Kempes.
Ese año fue consagratorio para Q' Lokura: fue ganadora de dos Premios Cieya en las ternas «Banda de cuarteto del año» (repitiendo el logro de 2021) y «Banda del año». Además, las canciones «Mil preguntas» y «Tu foto» se posicionaron en los puestos 16° y 27° respectivamente entre los temas más escuchados del año en Argentina en Spotify, donde alcanzó los 3,7 millones de oyentes mensuales. En el Reino Unido fueron virales en redes sociales por ser la banda favorita de Cuti Romero, futbolista del Tottenham Hotspur.

## Discografía

### Álbumes de estudio
- 2018: Anímate
- 2020: Mundo Streaming

### Álbumes en directo
- 2019: Mala conducta
- 2024: Zapada en vivo en Un poco de ruido!

### EP
- 2021: Baile con amigos, Vol. 1
- 2021: Baile con amigos, Vol. 2
- 2021: Baile con amigos, Vol. 3
- 2021: Baile con amigos, Vol. 4

## Premios y nominaciones
| Año  | Premio                | Categoría                 | Trabajo nominado | Resultado | Ref.   |
| ---- | --------------------- | ------------------------- | ---------------- | --------- | ------ |
| 2019 | Premios Carlos Gardel | Mejor álbum de cuarteto   | Anímate          | Nominado  | [ 4 ]  |
| 2021 | Premios Carlos Gardel | Mejor álbum de cuarteto   | Mundo Streaming  | Nominado  | [ 5 ]  |
| 2021 | Premios Cieya         | Disco del año             | Mundo Streaming  | Nominado  | [ 13 ] |
| 2021 | Premios Cieya         | Banda del año             | Q' Lokura        | Nominado  | [ 13 ] |
| 2021 | Premios Cieya         | Banda de cuarteto del año | Q' Lokura        | Ganador   | [ 13 ] |
| 2022 | Premios Cieya         | Banda del año             | Q' Lokura        | Nominado  | [ 14 ] |
| 2022 | Premios Cieya         | Banda de cuarteto del año | Q' Lokura        | Nominado  | [ 14 ] |
| 2024 | Premios Cieya         | Banda del año             | Q' Lokura        | Ganador   | [ 9 ]  |
| 2024 | Premios Cieya         | Banda de cuarteto del año | Q' Lokura        | Ganador   | [ 9 ]  |